# Complexo proteico

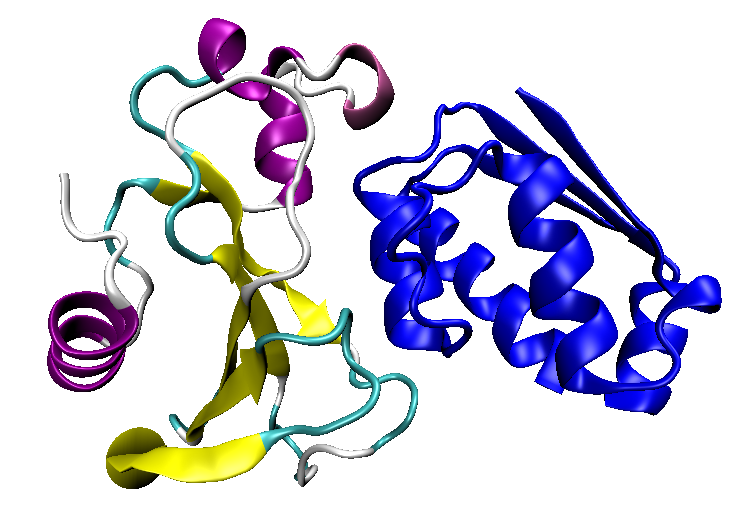
Bacillus amyloliquefaciens proteins in a complex

Um complexo protéico (ou complexo multiproteína ) é um grupo de duas ou mais cadeias polipeptídicas associadas. Se as  diferentes cadeias polipeptídicas contiverem domínios protéicos diferentes, o complexo multiprotéico resultante pode ter funções catalíticas múltiplas. Isto é distinto de um polipeptídeo multienzimático no qual são encontrados domínios catalíticos múltiplos em uma única cadeia polipeptídica. 
Complexos protéicos são uma forma de estrutura quaternária. As proteínas em um complexo protéico são unidas mediante interações proteína-proteína não-covalentes, e os complexos de proteína diferentes têm graus diferentes de estabilidade.  Estes complexos são a base de muitos (se não a maioria) dos processos biológicos e juntos eles compoem vários tipos de maquinaria molecular que executam uma vasta gama de funções biológicas.  Cada vez mais, os cientistas vêem a célula como uma composição de complexos supramoleculares modulares, cada qual executando uma função biológica independente e distinta.  Por estar em proximidade, a velocidade e seletividade das interações ligantes entre o complexo enzimático e os substratos podem ser melhorados imensamente, levando a um patamar mais alto de eficiência celular.  Infelizmente, muitas das técnicas utilizadas para quebrar células e isolar proteínas são inerentemente agressivas a complexos tão grandes, e, portanto é possível que haja um grande número de complexos protéicos nas células ainda por serem descobertos.  Exemplos incluem o proteassoma para degradação molecular, o metabolon para geração oxidativa de energia, e o ribossomo para síntese de proteínas.  Nos complexos estáveis, grandes interfaces hidrofóbicas entre proteínas  tipicamente incluem áreas de superfície maior que 2500 angströms quadrados. 
Não é necessário, entretanto, que estes complexos sejam estáveis.  A compreensão das interações funcionais entre as proteínas é um dos mais mais importantes objetos de pesquisa em bioquímica e biologia celular. A formação de complexos protéicos serve às vezes ativar ou inibir um ou mais dos peptídeos participante dos complexos e, deste modo, a formação de complexos protéicos pode ser semelhante à fosforilação. Cada proteína isoladamente pode participar na formação de uma variedade de complexos de proteína diferentes.  Complexos diferentes executam funções diferentes, e um mesmo complexo executa funções muito diferentes dependendo de uma variedade de fatores.  Alguns destes fatores são: 
- Em qual compartimento celular o complexo existe quando está contido.
- Em que fase do ciclo celular os complexos estão presentes.
- O estado nutricional da célula.

Muitos complexos protéicos são bem compreendidos, particularmente no organismo modelo Saccharomyces cerevisiae. Para este organismo relativamente simples, o estudo de complexos protéicos está sendo executado sistematicamente para todo o genoma com a elucidação da maioria dos seus complexos protéicos.  
A estrutura molecular dos complexos protéicos pode ser determinada através de técnicas experimentais como a cristalografia de raios X ou a ressonância magnética nuclear. Vem se tornando cada vez mais disponível a opção do ancoramento proteína-proteína.  Um método que é comumente utilizado para identificar os componentes de complexos protéicos é a imunoprecipitação.

## Proteínas homomultiméricas e heteromultiméricas
As sub-unidades de uma proteína multimérica podem ser idênticas, como em uma proteína homomultimérica ou diferentes, como em uma proteína heteromultimérica.   
Os canais de potássio na membrana de protoplasma de um neurônio são proteínas heteromultiméricas compostas de quatro entre as quarenta sub-unidades alfa conhecidas. As sub-unidades devem ser da mesma subfamília para formar o canal protéico multimérico. A estrutura terciária do canal permite que os íons  fluam através da membrana plasmática hidrofóbica . Os conexons são exemplo de proteínas homomultiméricas compostas por seis conexinas idênticas. Um agrupamento  de conexons constitui a junção entre dois neurônios que transmitem sinais elétricos através da sinapse.  